# 查爾斯·布蘭頓·哈金斯
查爾斯·布蘭頓·哈金斯（英語：Charles Brenton Huggins，1901年9月22日—1997年1月12日），出生於加拿大哈利法克斯的美國醫學家與生理學家，主要研究前列腺癌。他發展以赫爾蒙控制癌細胞擴散的療法，因而與裴頓·勞斯獲得了1966年的諾貝爾生理學或醫學獎。

## 外部連結
- Nobel biography （页面存档备份，存于）
- Prostate Cancer （页面存档备份，存于）
- Ben May Department for Cancer Research